# 海津明誠高校バスケットボール部暴言自殺事件
海津明誠高校バスケットボール部暴言自殺事件（かいづめいせいこうこうバスケットボールぶぼうげんじさつじけん）は、日本の高等学校に通う生徒の自殺事件。

## 概要

### 事件の発生
自殺することとなる生徒は2013年4月に岐阜県立海津明誠高等学校に入学して、バスケットボール部に入部していた。そのバスケットボール部のコーチは、2013年の4月から7月頃に部員らにはクズやおまえなんか必要ないという暴言を繰り返し行っていた。自殺することとなる生徒には使えないや辞めたらいいなどの暴言を行っていた。この自殺することとなる生徒は同年6月頃より他の部員に辞めたいと話すようになっていた。そして同年7月下旬頃より部活には参加しなくなっていた。そして同年8月26日に自殺した。

### 裁判
この自殺した生徒の両親は、2016年8月8日に生徒が自殺した原因は部活動のコーチの暴言が原因で悩んでいたことからであるとして、岐阜地方裁判所に損害賠償を求める裁判を起こしていた。訴状では、部活動のコーチによって行われていた発言は、部活動の練習の程度を超える精神的な負荷を生徒に与えていたと共に、人格や尊厳を違法に傷付けるものであったということを主張。このため自殺した生徒はこのコーチの暴言が原因で悩むようになったということから、生徒の自殺とコーチの暴言との間には相当の因果関係が認められるということを主張。
この自殺した両親からの訴状に対して、岐阜県は暴言と自殺の因果関係は認められないと反論していた。このように係争中であった2018年1月に、岐阜地方裁判所は岐阜県は部活動での不適切な指導に着眼した十分な指導が行えていなかったと言うことを死亡した生徒の両親に謝罪するという和解条項案を提示する。岐阜県は1月下旬に開会予定の県議会にこの関連議案を提出する。岐阜県教育委員会は和解条項に沿って再発防止に努めたいとする。2018年3月27日に岐阜地方裁判所でこの事件での裁判の和解が成立した。このことで岐阜県は部活動での不適切な指導が行われていることに着眼した調査を十分に行っていなかったことを謝罪すると共に、再発防止に取り組むとした。教育長はこの事件での和解内容に沿って、部活動での不適切な指導の根絶や自殺防止に努めることとした。